# Angaman
 (juin 2017).
Angaman (persan : انگمان romanisé en Angamān) est un village à l'ouest de la province d'Azerbaïdjan occidental en Iran. Lors du recensement de 2006, sa population était de 167 habitants répartis dans 28 familles.